# Répcevis
Répcevis là một thị trấn thuộc hạt Győr-Moson-Sopron, Hungary. Thị trấn này có diện tích 6,09 km², dân số năm 2010 là 341 người, mật độ 56 người/km².